# Trzy słowa do ojca prowadzącego
Trzy słowa do ojca prowadzącego – nieoficjalna nazwa nagrania w postaci cyfrowej, które rozpowszechniło się wśród polskich użytkowników komputerów  po 1996 roku. Nagranie przedstawia wulgarną wypowiedź telefoniczną anonimowej osoby, która pojawiła się w audycji na żywo w Radiu Maryja.

## Transkrypcja nagrania
Czas nagrania: 14 sekund

Ojciec Prowadzący (o. Piotr Andrukiewicz): Proszę, słuchamy, Radio Maryja. Trzeba ściszyć radio przede wszystkim.

Słuchacz: Halo?

OP: Bardzo proszę.

S: Szczęść Boże.

OP: Szczęść Boże!

S: Trzy słowa do ojca prowadzącego. [pauza] Chuj ci w dupę.

OP: Oooooo. [dźwięk naciskanego klawisza] Widzę, że pan się ładnie przedstawił przed, nam tutaj w tej chwili słuchaczom, przed milionami słuchaczy.

## Historia
Wypowiedź padła w 1996 roku, w trakcie audycji „Rozmowy niedokończone”. Jej nagranie początkowo rozpowszechniło się poprzez wymianę plików między prywatnymi osobami oraz poprzez BBS-y, jako że liczba użytkowników Internetu w Polsce była wówczas relatywnie mała. Wzmianki na temat kontrowersyjnych słów pojawiły się w Usenecie w styczniu 1998. Wraz z dalszym rozwojem Internetu, nagranie pojawiło się na witrynach internetowych i zostało dostrzeżone przez media.
W czasie trwania audycji, podczas której padła wypowiedź dzwoniącego, na wyposażeniu studia Radio Maryja najprawdopodobniej nie było jeszcze tzw. linii opóźniającej, urządzenia stosowanego przez niektóre rozgłośnie do wyciszenia niepożądanych przez prowadzącego lub niezgodnych z linią programową treści. Od czasu tego zdarzenia, dzięki systemowi pozwalającemu na generowanie opóźnienia wynoszącego 7 sekund, podobne przypadki nie miały miejsca.

## Inne wykorzystanie nagrania
Fragmenty nagrania wykorzystano m.in. w utworze hip-hopowego zespołu Paktofonika pt. „Jestem Bogiem” z płyty Kinematografia wydanej w 2000, tytułowego utworu minialbumu Jestem Bogiem. Zostało użyte ostatnie zdanie wypowiadane przez ojca prowadzącego na zakończenie piosenki. Aluzja do zwrotu pojawia się również w nagranej przez zespół Video piosence „Oglądaj TV” („Każdy prawdziwy Polak dla ojca dyrektora trzy słowa przygotował…”).

Odwołanie do słynnych trzech słów wykorzystała również Grupa Rafała Kmity w skeczu pt. „Zawsze dziewica”, parafrazując ostatnie zdanie wypowiedziane przez ojca prowadzącego:
No, to pięknie się pan nam przedstawił przed milionami widzów...